# Susanne Gunnarsson
Susanne Gunnarsson (nacida como Susanne Wiberg,  Örebro, 8 de septiembre de 1963) es una deportista sueca que compitió en piragüismo en las modalidades de aguas tranquilas y maratón.
Participó en cuatro Juegos Olímpicos de Verano entre los años 1984 y 1996, obteniendo tres medallas: plata en Los Ángeles 1984, plata en Barcelona 1992 y oro en Atlanta 1996. Ganó nueve medallas en el Campeonato Mundial de Piragüismo entre los años 1981 y 1998.
En la modalidad de maratón, obtuvo cinco medallas de oro en el Campeonato Mundial entre los años 1992 y 1998.

## Palmarés internacional
| Juegos Olímpicos   | Juegos Olímpicos             | Juegos Olímpicos  | Juegos Olímpicos |
| Año                | Lugar                        | Medalla           | Competición      |
| ------------------ | ---------------------------- | ----------------- | ---------------- |
| 1984               | Los Ángeles (Estados Unidos) | Medalla de plata  | K4 500 m         |
| 1992               | Barcelona (España)           | Medalla de plata  | K2 500 m         |
| 1996               | Atlanta (Estados Unidos)     | Medalla de oro    | K2 500 m         |
| Campeonato Mundial |                              |                   |                  |
| Año                | Lugar                        | Medalla           | Competición      |
| 1981               | Nottingham (Reino Unido)     | Medalla de plata  | K2 500 m         |
| 1981               | Nottingham (Reino Unido)     | Medalla de bronce | K4 500 m         |
| 1983               | Tampere (Finlandia)          | Medalla de bronce | K2 500 m         |
| 1993               | Copenhague (Dinamarca)       | Medalla de oro    | K1 5000 m        |
| 1995               | Duisburgo (Alemania)         | Medalla de bronce | K1 500 m         |
| 1995               | Duisburgo (Alemania)         | Medalla de plata  | K2 200 m         |
| 1995               | Duisburgo (Alemania)         | Medalla de bronce | K2 500 m         |
| 1998               | Szeged (Hungría)             | Medalla de bronce | K2 1000 m        |
| 1998               | Szeged (Hungría)             | Medalla de plata  | K4 200 m         |

| Campeonato Mundial | Campeonato Mundial          | Campeonato Mundial | Campeonato Mundial |
| Año                | Lugar                       | Medalla            | Competición        |
| ------------------ | --------------------------- | ------------------ | ------------------ |
| 1992               | Brisbane (Australia)        | Medalla de oro     | K1                 |
| 1994               | Ámsterdam (Países Bajos)    | Medalla de oro     | K1                 |
| 1996               | Vaxholm (Suecia)            | Medalla de oro     | K1                 |
| 1998               | Ciudad del Cabo (Sudáfrica) | Medalla de oro     | K1                 |
| 1998               | Ciudad del Cabo (Sudáfrica) | Medalla de oro     | K2                 |